# Station Bukowa
Station Bukowa is een spoorwegstation in de Poolse plaats Bukowa.